# Marriott Vacation Club
Marriott Vacation Club – amerykańska sieć hotelowa należąca do Marriott Vacations Worldwide, a tym samym grupy Marriott International. Powstała w 1984 r. Do sieci należą 102 hotele z łącznie 9 878 pokojami (31 grudnia 2021). Obiekty należące do sieci składają się z jednego, dwóch lub trzech pokoi.

## Historia
17 kwietnia 1984 r. w Hilton Head Island w stanie Karolina Południowa założona zostaje firma Marriott Ownership Resorts, Inc., która w wymiku przejęcia firmy American Resorts stała się Marriott's Monarch at Sea Pines. W 1987 r. Marriott Rewards rozpoczął współpracę z Marriott Ownership Resorts. Trzy lata później  Marriott rozpoczyna współpracę partnerską z Interval Leisure Group, umożliwiając właścicielom wymianę ich macierzystych obiektów na dostęp do innych miejsc wypoczynkowych na całym świecie. W 1995 r. nazwa Marriott Ownership Resorts, Inc. została zmieniona na Marriott Vacation Club International (MVCI). W 1996 r. Marriott Vacation Club International otworzył swój pierwszy europejski obiekt o nazwie Marriott's Marbella Beach Club na Costa del Sol w Marbelli, w Hiszpanii. W 2007 r. Marriott Vacation Club International zaczął sprzedawać swoją podstawową markę timeshare jako Marriott Vacation Club. 
W listopadzie 2011 r. Marriott Vacation Club został wydzielony z Marriott International i stał się spółką notowaną na giełdzie NYSE w ramach nowej spółki macierzystej Marriott Vacations Worldwide z siedzibą w Orlando na Florydzie. Marriott Vacation Club utrzymuje relacje z Marriott International, umożliwiając gościom rezerwację pokoi za pośrednictwem jego strony internetowej.
W 2016 roku Marriott Vacation Club wprowadził markę Marriott Vacation Club Pulse. Są to obiekty położone w miastach, przeznaczone na krótsze pobyty. 

## Hotele
Do sieci należy 96 hoteli na całym świecie, w tym cztery hotele w Europie. W Polsce hotele Marriott Vacation Club nie występują (3 marzec 2023).

### Ameryka Północna
- Meksyk

| * The Westin Lagunamar Ocean Resort | * The Westin Los Cabos Resort Villas & Spa | * The Westin Los Cabos Resort Villas & Spa Baja Point | * The Westin Resort & Spa, Cancún |

- Stany Zjednoczone

- Arizona

| * Marriott's Canyon Villas | * Sheraton Desert Oasis | * The Westin Kierland Villas |

- Floryda

| * Marriott's BeachPlace Towers | * Marriott's Grande Vista   | * Marriott's Lakeshore Reserve         | * Marriott's Ocean Pointe | * Marriott's Villas at Doral                 | * Sheraton Vistana Resort            |
| * Marriott's Crystal Shores    | * Marriott's Harbour Lake   | * Marriott's Legends Edge at Bay Point | * Marriott's Royal Palms  | * Marriott Vacation Club Pulse®, South Beach | * Sheraton Vistana Villages, Orlando |
| * Marriott's Cypress Harbour   | * Marriott's Imperial Palms | * Marriott's Oceana Palms              | * Marriott's Sabal Palms  | * Sheraton PGA Vacation Resort               | * Vistana Beach Club, Jensen Beach   |

- Hawaje

| * Marriott's Ko Olina Beach Club | * Marriott's Kaua‘i Lagoons – Kalanipu‘u | * Marriott's Maui Ocean Club - Molokai | * Marriott's Waiohai Beach Club | * The Westin Kā‘anapali Ocean Resort Villas       | * The Westin Nanea Ocean Villas              |
| * Marriott's Kaua‘i Beach Club   | * Marriott's Maui Ocean Club             | * Marriott's Waikoloa Ocean Club       | * Sheraton Kaua‘i Resort Villas | * The Westin Kā‘anapali Ocean Resort Villas North | * The Westin Princeville Ocean Resort Villas |

- Kalifornia

| * Marriott Grand Residence Club® 2             | * Marriott's Desert Springs Villas, Palm Desert | * Marriott's Newport Coast® Villas          | * Marriott's Timber Lodge®              | * The Westin Desert Willow Villas, Palm Desert |
| * Marriott Vacation Club Pulse®, San Diego     | * Marriott's Desert Springs Villas II           | * Marriott's Shadow Ridge                   | * The Ritz-Carlton Club®, Lake Tahoe    | * The Westin Mission Hills Resort Villas       |
| * Marriott Vacation Club Pulse®, San Francisco | * Marriott's Grand Residence Club® 1            | * Marriott's Shadow Ridge II - The Enclaves | * The Ritz-Carlton Club®, San Francisco |                                                |

- Karolina Południowa

| * Marriott's Barony Beach Club                | * Marriott's Harbour Club, Hilton Head Island  | * Marriott's Heritage Club, Hilton Head Island | * Marriott's OceanWatch, Myrtle Beach          | * Marriott's SurfWatch®, Hilton Head Island |
| * Marriott's Grande Ocean, Hilton Head Island | * Marriott's Harbour Point, Hilton Head Island | * Marriott's Monarch, Hilton Head Island       | * Marriott's Sunset Pointe, Hilton Head Island | * Sheraton Broadway Resort, Myrtle Beach    |

- Kolorado

| * Marriott's Mountain Valley Lodge | * Marriott's StreamSide - Douglas   | * Sheraton Lakeside Terrace Villas at Mountain Vista | * Sheraton Steamboat Resort Villas        | * The Ritz-Carlton Club®, Vail |
| * Marriott's StreamSide - Birch    | * Marriott's StreamSide - Evergreen | * Sheraton Mountain Vista                            | * The Ritz-Carlton Club®, Aspen Highlands |                                |

- Massachusetts

- Marriott Vacation Club Pulse® at Custom House

- Missouri

- Marriott's Willow Ridge Lodge

- Nevada

- Marriott's Grand Chateau®, Las Vegas

- New Jersey

^ Marriott's Fairway Villas, Galloway
- Nowy Jork

- Marriott Vacation Club Pulse®, New York City

- Utah

| * Marriott's MountainSide, Park City | * Marriott's Summit Watch, Park City |

- Waszyngton DC

- Marriott Vacation Club Pulse® at The Mayflower

- Wirginia

- Marriott's Manor Club, Williamsburg

### Ameryka Środkowa & Karaiby
- Aruba

| * Marriott's Aruba Ocean Club | * Marriott's Aruba Surf Club®, Palm Beach |

- Kostaryka

- Marriott Vacation Club® at Los Suenos

- Saint Kitts i Nevis

- Marriott's St. Kitts Beach Club

- Wyspy Dziewicze Stanów Zjednoczonych

| * Marriott's Frenchman's Cove | * The Ritz-Carlton Club®, St. Thomas | * The Westin St. John Resort Villas |

### Australia & Oceania
- Australia

- Marriott Vacation Club® at Surfers Paradise

### Azja
- Indonezja

| * Marriott’s Bali Nusa Dua Gardens | * Marriott’s Bali Nusa Dua Terrace |

- Tajlandia

| * Marriott's Mai Khao Beach — Phuket | * Marriott's Phuket Beach Club | * Marriott Vacation Club® at The Empire Place© |

### Europa
- Francja: Bailly-Romainvilliers Marriott's Village d'Ile-de-France
- Hiszpania:

- Estepona Marriott's Playa Andaluza
- Llucmajor Marriott's Club Son Antem
- Marbella Marriott's Marbella Beach Resort